# Anja Wessels
Anja Wessels (Rotterdam, 8 januari 1969) is een Nederlands zangeres die 2004 deelnam aan het Nationaal Songfestival met haar nummer Heart of stone.
Wessels won uiteindelijk de finale niet. Ze eindigde later als tweede achter Re-union. Tegenwoordig is ze bekend als een van de kandidaten van het talentenjachtprogramma X Factor. Hierbij behaalde zij de 4e plek en werd winnares van de categorie 26 jaar en ouder.